# Penelope alla guerra
Penelope alla guerra è il primo romanzo scritto da Oriana Fallaci. Fu pubblicato nel 1962 dall'Editore Rizzoli.

## Trama
La storia racconta di Giò, una ragazza decisa a lasciare la sua Italia per raggiungere il luogo tanto desiderato: gli U.S.A. 
Nemmeno Francesco, il quale ha un debole per la ragazza, riesce a convincerla a restare. Così Giò si ritrova negli Stati Uniti d'America, impegnata nel suo lavoro di creatrice di soggetti cinematografici.
Ospitata da Martine, una sua vecchia amica, Giò sembra felice, spensierata in questa nuova vita. Salvo poi spuntare a galla in lei un pezzo del suo passato: Richard, un ragazzo ospitato in casa sua per qualche giorno ai tempi della guerra, rimasto indelebilmente impresso nella sua mente. Giò da quel momento è un'altra ragazza; in lei sorgono sentimenti quali passione, angoscia, paura, amore. Passa sì delle belle serate con Richard, ma passano insieme anche dei momenti difficili, trafitti dai lunghi (e per lei inspiegabili) silenzi di lui.
Giò non ha altra preoccupazione che non sia Richard, ha gettato il nuovo lavoro (o almeno le basi, l'inizio al quale stava lavorando) non si sa in quale angolo buio del suo inconscio.
E non c'è nessuna persona con la quale riesca a sfogarsi della sua situazione: da una parte Martine, completamente diversa da lei, un tipo di donna che non riesce a far filtrare in sé nemmeno una goccia d'amore; dall'altra Bill, l'amico di Richard, che sembra godere immensamente nello stuzzicare Giò, specie nei momenti più disperati.
Sarà proprio durante un'accesa lite con Bill, che Giò comprenderà il motivo di quei lunghi silenzi, e di quella freddezza, che in certi momenti trasparivano in Richard, rimanendone scioccata.

## Edizioni
- Penelope alla guerra. Romanzo, Collezione Zodiaco, Rizzoli, 1962,  p. 307, ISBN 88-17-15013-4.
- Penelope alla guerra, Introduzione di Michele Prisco, Collana Bur n. 106, Milano, Rizzoli, marzo 1976 - 1987, ISBN 978-88-17-13106-3.
- Penelope alla guerra, Collana Bur Oro n. 3, Milano, BUR, 1998, ISBN 978-88-17-15013-2.
- Penelope alla guerra, Prefazione di Concita De Gregorio, Collana Opere di Oriana Fallaci, Milano, BUR, settembre 2009,  p. 276, ISBN 978-88-17-03260-5.
- Penelope alla guerra, Collana best Bur, Milano, BUR, 2014.